# DeJuan Blair
DeJuan Lamont Blair (ur. 22 kwietnia 1989 w Pittsburghu) – amerykański koszykarz, grający na pozycji środkowego, aktualnie zawodnik Consultinvest VL Pesaro.
Wcześniej grał w college'u University of Pittsburgh przez 2 lata. Po dwóch latach gry na uczelni, Blair przystąpił do draftu NBA 2009, w którym został wybrany w drugiej rundzie, z numerem 37 przez San Antonio Spurs.
Po czterech sezonach w San Antonio, gdzie średnio notował 7,8 punktu i 5,8 zbiórki, Blair podpisał roczny kontrakt z Dallas Mavericks.
16 lipca 2014 przeszedł do Washington Wizards w ramach wymiany na zasadzie sign and trade, w zamian za prawa do Emira Preldžicia.
18 lutego 2016 wraz z Krisem Humphriesem i chronionym wyborem w pierwszej rundzie draftu 2016 trafił do Phoenix Suns w zamian za Markieffa Morrisa. Cztery dni później został zwolniony.
12 kwietnia 2019 dołączył do urugwajskiego Malvin Montevideo. 5 sierpnia został zawodnikiem włoskiego Consultinvest VL Pesaro.

## Osiągnięcia
Stan na 6 sierpnia 2019, na podstawie, o ile nie zaznaczono inaczej.
NCAA
- Uczestnik rozgrywek:
  - Sweet 16 turnieju NCAA (2009)
  - turnieju NCAA (2008, 2009)
- Mistrz turnieju konferencji Big East (2008)
- Koszykarz roku konferencji Big East (2009 wspólnie z Hasheemem Thabeetem)[8]
- Najlepszy pierwszoroczny koszykarz Big East (2008)[9]
- Zaliczony do:
  - I składu:
    - All-American (2009)
    - Big East (2009)
    - najlepszych pierwszorocznych zawodników Big East (2008)
    - turnieju Legends Classic (2009)

  - składu honorable mention Big East (2008)

NBA
- Zaliczony do II składu debiutantów NBA (2010)[10]
- MVP Rising Stars Challenge (2010)
- Uczestnik Rising Stars Challenge (2010, 2011)

Drużynowe
- Mistrz:
  - Ligi Amerykańskiej FIBA (2018)
  - Argentyny (2018)